# Christian Koffi
Christian Koffi est un footballeur ivoirien évoluant comme milieu de terrain pour l'ASEC Mimosas. Il est apparu dans trois matchs pour son équipe nationale, mais n'a pas encore inscrit de but.